# FIFA 11
«FIFA 11» — спортивна відеогра із серії ігор FIFA. FIFA 11 вийшла 28 вересня у США і 1 жовтня в Європі й Азії. Для платформи Wii FIFA 11 вийшла 4 жовтня у США та 1 жовтня в Європі та Азії.

## Особливості гри FIFA 11 PC
Програмне ядро EA Sports, що стало основою для серії FIFA на розважальних системах PlayStation 3 і Xbox 360, використано в PC-версії FIFA 11 і дозволяє використовувати в ній ігрову систему, режими і візуальні ефекти, розроблені для консолей нового покоління. Нова технологія, що включає спеціальні бази даних і фізичну модель, надає гравцям свободу в керуванні грою, можливість вільно пересуватися по полю і виконувати найскладніші удари. Також з її допомогою реалізовано відпрацювання зіткнень між футболістами.
Фізична модель гри використовує нову систему розрахунку зіткнень, що допомагає вести більш різноманітну, цікаву і менш передбачувану боротьбу за м'яч.
FIFA 11 використовує віртуальні моделі гравців, 62 різні стадіони і меню з підтримкою миші та клавіатури для швидкої і зручної навігації.

### Основні особливості
- Програмне ядро нового покоління — EA SPORTS, котре використовує спеціальні бази даних і фізичну модель, було оптимізовано для PC-версії гри. Нова технологія надає гравцям повну свободу в керуванні, можливість вільно пересуватися полем і виконувати найскладніші удари.
- Новий рівень гри - високоякісна ігрова система, інноваційні режими і приголомшлива графіка, зробили FIFA найрейтинговішою спортивною грою для PS3 та Xbox 360, що завоювала понад п'ятдесят нагород «Спортивна гра року», тепер доступні у версії для PC.
- Віртуальний футболіст - ви зможете втілити в життя свою мрію про справжній футбол. Створіть гравця, схожого на вас, за допомогою тривимірного фотопортрета Photo Game Face і почніть свою кар'єру, впродовж якої ви маєте здійснити 230 різних досягнень у всіх ігрових режимах і стати світовою суперзіркою в Інтернет-матчах.
- Customizable Set Pieces - розробляйте й записуйте власні кутові і штрафні та використовуйте їх під час матчів. Ви зможете окремо задавати певні дії для кожного гравця своєї команди, щоб потім поєднувати їх в ідеальні комбінації. Можна записувати, тестувати і вдосконалювати свої комбінації на тренувальних стадіонах, щоб потім застосовувати їх у грі.
- Тренувальний стадіон - можливість відточування навичок окремих гравців і всієї команди в повнофункціональному тренувальному режимі до виходу на поле. Можна визначити число захисників і нападників (наприклад, «11 на 11», «5 на 5» або навіть «5 на 3») і практикуватись у вільній грі або використати записані комбінації.
- Ведення м'яча в будь-якому напрямку - в унікальній системі ведення м'яча звичні вісім напрямів змінено на повні 360 градусів. Тепер гравці можуть використовувати раніше недоступні ділянки вільного простору між захисниками.
- Майстерний дриблінг - анімаційна технологія нового покоління забезпечує безпрецедентний контроль і дозволяє технічним гравцям проскочити повз захисника за допомогою віртуозного поперечного дриблінгу.
- Силові прийоми - нове покоління системи розрахунку зіткнень дозволяє вести більш різноманітну, тривалу і менш передбачувану боротьбу за м'яч між нападником і захисником.
- Реалістичність поведінки гравців - вдосконалений штучний інтелект разом із п'ятдесятьма комбінаціями рухів забезпечує більш грамотні дії гравців на полі, вони зосереджують свою увагу на м'ячі і рухаються з відповідною для кожного моменту швидкістю.
- Удосконалена гра в нападі - гравці ефективніше аналізують становище на полі, пересуваючись так, щоб залишити можливість для здійснення передачі і збільшити число варіантів атаки.
- Вдосконалені можливості для гри в обороні - захисники виконують кілька завдань одночасно і намагаються прикривати небезпечні ділянки, залишені іншими гравцями. Удосконалено логіку перехоплень, зокрема переривання прострілів і ударів з льоту, що дає захисникам більше можливостей для запобігання небезпечним ситуаціям.
- Вдосконалено інтелект воротаря - у воротарів підвищилася точність сприйняття і перехоплення м'ячів, з'явилася потужніша та швидша система стрибків. Нова анімаційна технологія забезпечує реалістичну поведінка воротаря і різноманітність гольових ситуацій.
- Гра в локальній мережі - ви можете створити гру в локальній мережі і змагатися з друзями без підключення до серверів EA.
- Додаткові можливості для PC - нововведення включають підтримку голосового спілкування і конференції, розподілені за рівнем майстерності та географічним положенням гравців.
- Світовий футбол - на сайті easportsfootball.com ви можете створити Game Face, підшукати собі суперників у всесвітньому рейтингу PC Leaderboards і зібрати список друзів для PC-версії гри.
- Приголомшлива графіка нового покоління - високоякісне зображення робить "живим" кожного гравця на полі. У грі представлено 62 різні стадіони.
- Повний реалізм - понад тридцять офіційно ліцензованих ліг, 500 ліцензованих команд і більш як 15 000 гравців.

## Національні збірні
| Австралія · Австрія · Англія · Аргентина · Бельгія · Болгарія · Бразилія · Угорщина · Німеччина · Греція | - Камерун - КНР - Мексика - Нідерланди - Нова Зеландія - Норвегія | - Польща - Португалія - Росія - Румунія - Північна Ірландія - Словенія - США - Туреччина - Уругвай - Фінляндія | - Франція - Хорватія - Чехія - Швейцарія - Швеція - Шотландія - Еквадор - ПАР - Південна Корея |

## Ліги
| - A-Ліга - Австрійська Бундесліга - Ліга Жупіле - Серія А - Гамбрінус Ліга - Суперліга - Англійська Прем'єр-ліга - Чемпіонат Футбольної Ліги - Перша Ліга - Друга Ліга - Ліга 1 - Ліга 2 - Бундесліга - 2 Бундесліга - ФАІ Еїрком Ліга | - Серія A - Серія Б - K-Ліга - Прімера Дивізіон - Ередивізі - Тіппеліге - Польська Ліга - Португальська Ліга - СПЛ - Ліга ББВА - Ліга Аделанте - Аллсвенскан - Швейцарська Суперліга - Турксель СуперЛіг - / Major League Soccer - Російська Прем'єр-Ліга |